# Paulos Faraj Rahho
Paulos Faraj Rahho (syrisch-aramäisch: ܦܘܠܘܣ ܦ̮ܪܔ ܪܚܘ Paulōs Farağ Raḥō, arabisch بولص فرج رحو, DMG Būlus Farağ Raḥū; * 20. November 1942 in Mosul, Irak; † zwischen dem 29. Februar und 12. März 2008) war chaldäisch-katholischer Erzbischof von Mosul.

## Leben
Rahho lernte und studierte ab 1954 am Seminar „Sankt Peter“ in Bagdad und empfing am 10. Juni 1965 die Priesterweihe. Er war anschließend in der Seelsorge an der „Isaias-Kirche“ in Mosul tätig. Nach seinem Lizentiat in Pastoraltheologie an der Päpstlichen Universität Heiliger Thomas von Aquin in Rom wirkte er ab 1977 wieder als Seelsorger in den Pfarrgemeinden „Mutter der Immerwährenden Hilfe“ (= Maria) und „St. Paulus“ in Mosul. Er ließ die Herz-Jesu-Kirche in Telkif errichten, einem neuen Stadtteil von Mosul, und gründete ein Kinderheim für Behinderte.

## Erzbischof von Mosul
Papst Johannes Paul II. ernannte ihn 2001 zum Erzbischof der Erzeparchie Mosul. Die Bischofsweihe spendete ihm am 16. Februar 2001 Erzbischof Raphael I. Bidawid, der Patriarch von Babylon der chaldäisch-katholischen Kirche; Mitkonsekratoren waren André Sana, chaldäischer Erzbischof von Aqra, und Abdul-Ahad Sana, chaldäischer Bischof von Alqosh.
Bekannt als Mann des Ausgleichs der Christen und Muslime im Irak, wurde Rahho seit 2003, auch mit Waffengewalt, bedroht. Nach dem Tode von Papst Johannes Paul II. kamen Bischöfe der Christlichen Kirchen im Irak zu einer Messfeier mit Rahho im St. Georgs-Kloster zusammen. Nach einem Bombenattentat im Juni 2004 auf seinen Bischofssitz stellte ihm der muslimische Imam eine Unterkunft zur Verfügung. 2004/2005 engagierte er sich mit vielen Veranstaltungen zum „Jahr der Eucharistie“. Im November 2007 begleitete er Emmanuel III. Delly, den Patriarchen von Babylon der Chaldäischen Katholiken, zu dessen Kardinalserhebung nach Rom.
Zunehmend engagierte sich Rahho gegen eine aufkommende Christenverfolgung im Irak mit Bedrohungen durch islamistische Milizen, Einführung von Sondersteuern oder der Drohung, christliche Töchter mit muslimischen Männern zu verheiraten.
Am 29. Februar 2008 wurden sein Fahrer und seine beiden Begleiter auf dem Rückweg von einem Kreuzwegsgottesdienst, den er im Stadtteil Al-Nour (Mosul) gefeiert hatte, erschossen, er selber entführt.
Am 13. März 2008 wurde Erzbischof Rahho tot aufgefunden. Der Fundplatz der Leiche war eine Müllkippe in der Nähe von Mosul. Die Meldungen über die genaue Todesursache sind widersprüchlich. Nach Aussagen des Gouverneurs von Ninive wies der Körper Schusswunden auf. Die irakische Polizei teilte dagegen mit, dass keine Hinweise auf Schussverletzungen gefunden wurden. Am 15. März wurde er in Karamles, einem überwiegend christlichen Dorf bei Mosul, unter der Anteilnahme von mehreren tausend Menschen beigesetzt. Die Begräbnisfeierlichkeiten leitete der Patriarch der Chaldäischen Katholiken Emmanuel III. Delly. Auf dem Friedhof des Dorfes wurden auch sein ermordeter Fahrer und Leibwächter begraben.
Am 19. Mai 2008 wurde Ahmed Ali Ahmed (auch Abu Omar genannt) als einer der Attentäter von einem irakischen Gericht zum Tode verurteilt. Die chaldäisch-katholische Kirche hat das Todesurteil gegen Abu Omar kritisiert.